# Embaixada de Timor-Leste em Brasília
A Embaixada de Timor-Leste em Brasília é a principal missão diplomática timorense no Brasil. Está localizada no Lago Sul. Os países estabeleceram relações diplomáticas logo após a independência do Timor-Leste, em 2002. O governo brasileiro abriu sua embaixada em Díli, a capital do Timor-Leste, no mesmo ano. Desde então, firmaram diversos acordos binacionais.